# 莉兹·沃森
莉兹·沃森（英語：Liz Watson，1994年3月30日—），澳大利亚女子篮网球运动员。她曾代表澳大利亚国家队参加2018年和2022年英联邦运动会篮网球比赛，获得一枚金牌和一枚银牌。